# Cleveland (Missouri)
Cleveland és una població dels Estats Units a l'estat de Missouri. Segons el cens del 2000 tenia 592 habitants.

## Demografia
Segons el cens del 2000, Cleveland tenia 592 habitants, 212 habitatges, i 165 famílies. La densitat de població era de 145,6 habitants per km².
Dels 212 habitatges en un 35,8% hi vivien nens de menys de 18 anys, en un 69,3% hi vivien parelles casades, en un 6,1% dones solteres, i en un 21,7% no eren unitats familiars. En el 17,9% dels habitatges hi vivien persones soles el 7,5% de les quals corresponia a persones de 65 anys o més que vivien soles. El nombre mitjà de persones vivint en cada habitatge era de 2,79 i el nombre mitjà de persones que vivien en cada família era de 3,17.
Per edats la població es repartia de la següent manera: un 29,1% tenia menys de 18 anys, un 5,4% entre 18 i 24, un 30,6% entre 25 i 44, un 26,7% de 45 a 60 i un 8,3% 65 anys o més.
L'edat mediana era de 37 anys. Per cada 100 dones de 18 o més anys hi havia 99,1 homes.
La renda mediana per habitatge era de 54.722 $ i la renda mediana per família de 56.000 $. Els homes tenien una renda mediana de 41.250 $ mentre que les dones 26.346 $. La renda per capita de la població era de 19.064 $. Entorn del 5,2% de les famílies i el 4,9% de la població estaven per davall del llindar de pobresa.

## Poblacions properes
El següent diagrama mostra les poblacions més properes.